# Picea asperata
Picea asperata är en tallväxtart som beskrevs av Maxwell Tylden Masters. Picea asperata ingår i släktet granar, och familjen tallväxter.
Arten förekommer i Kina i provinserna Ningxia, Gansu, Sichuan, Shaanxi och Qinghai. Den växer i bergstrakter mellan 1500 meter och 3800 över havet. Vädret kännetecknas av kalla vintrar och torra somrar. Den årliga nederbörden är maximal 500 mm. Picea asperata bildar skogar där nästan inga andra träd ingår, skogar med andra arter av gransläktet samt skogar med amurgran och kinesisk björk.
Beståndet hotas av skogsröjningar. IUCN kategoriserar arten globalt som sårbar.

## Underarter
Arten delas in i följande underarter:
- P. a. asperata
- P. a. notabilis
- P. a. ponderosa

## Bildgalleri

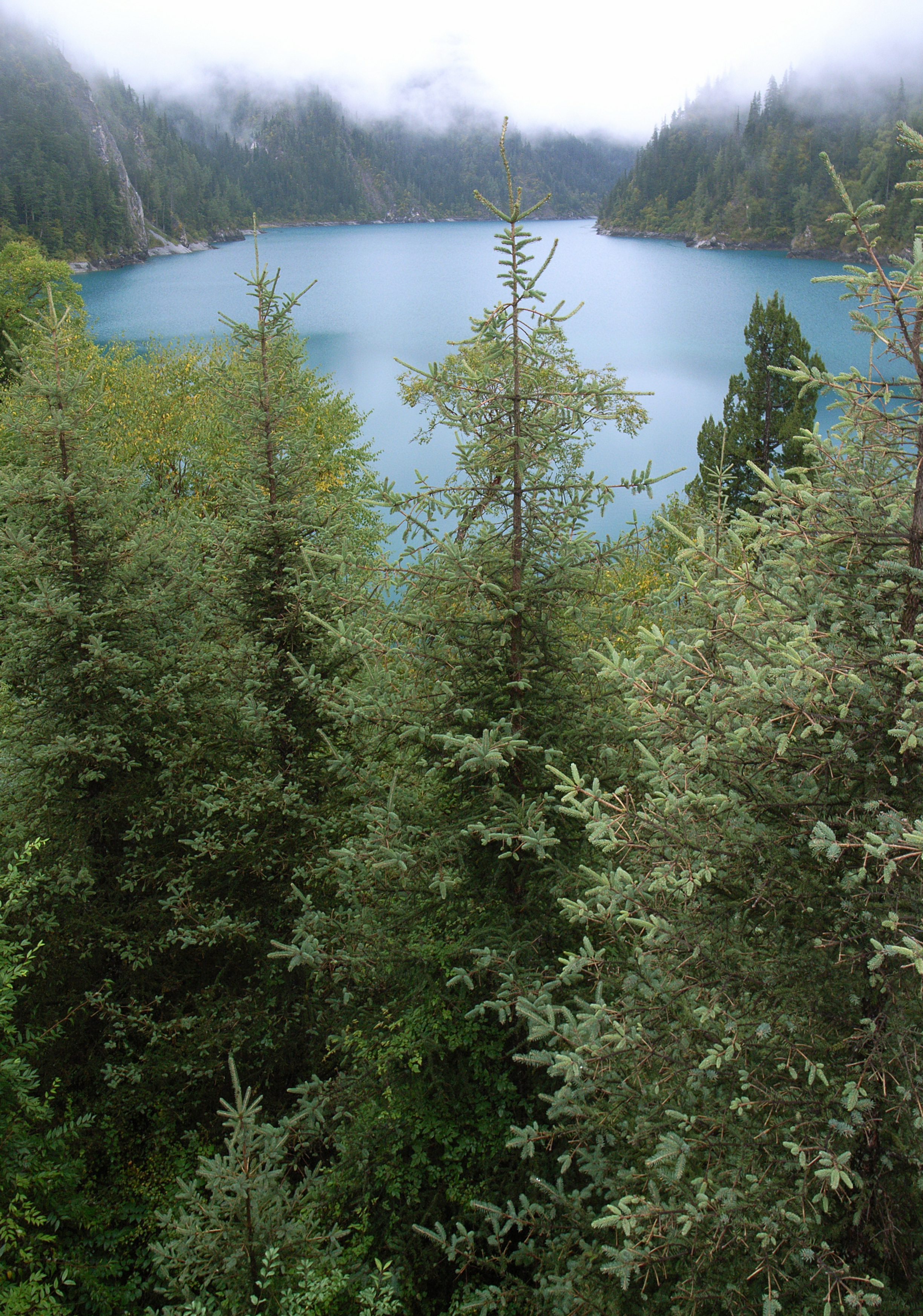
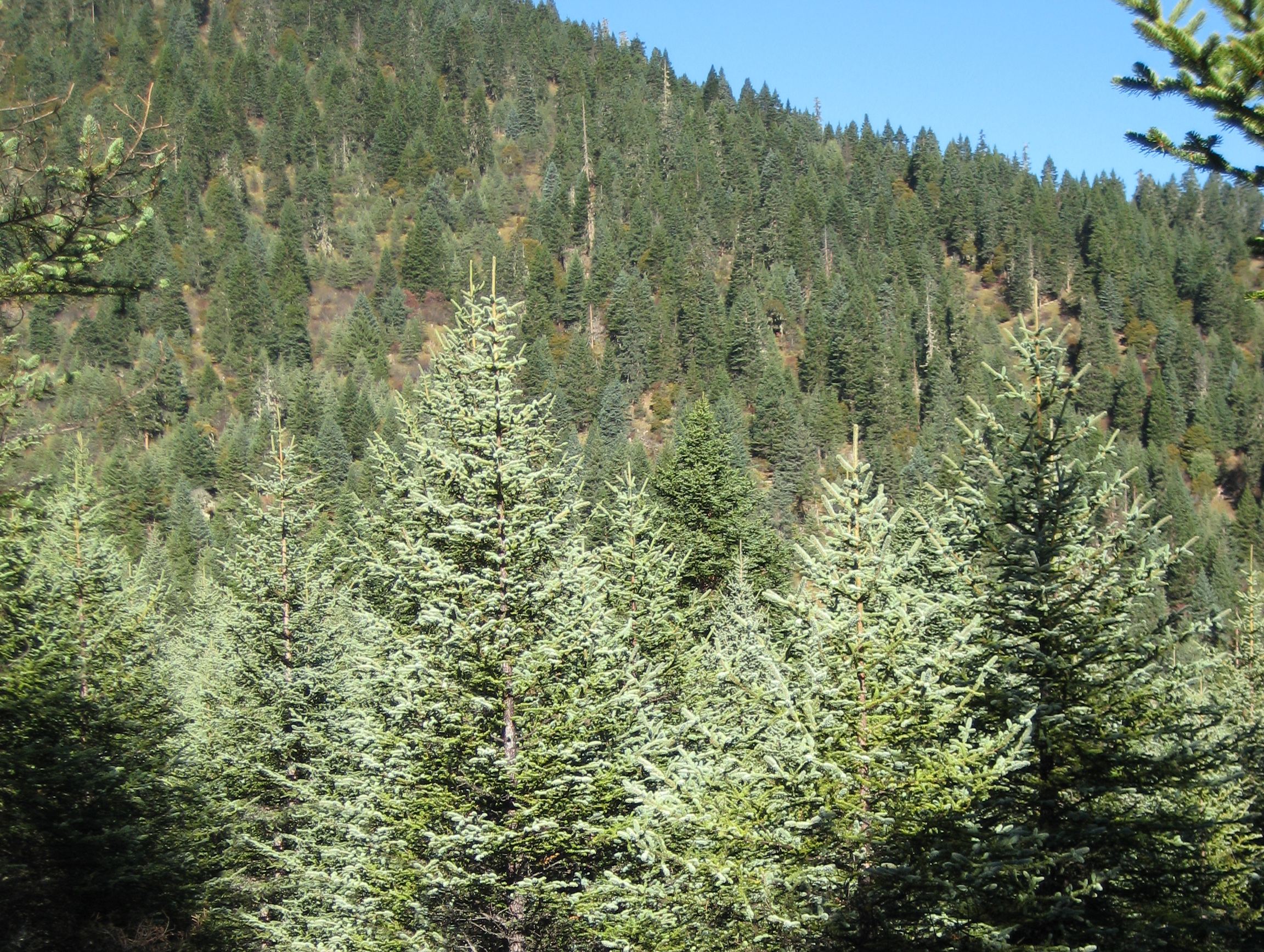
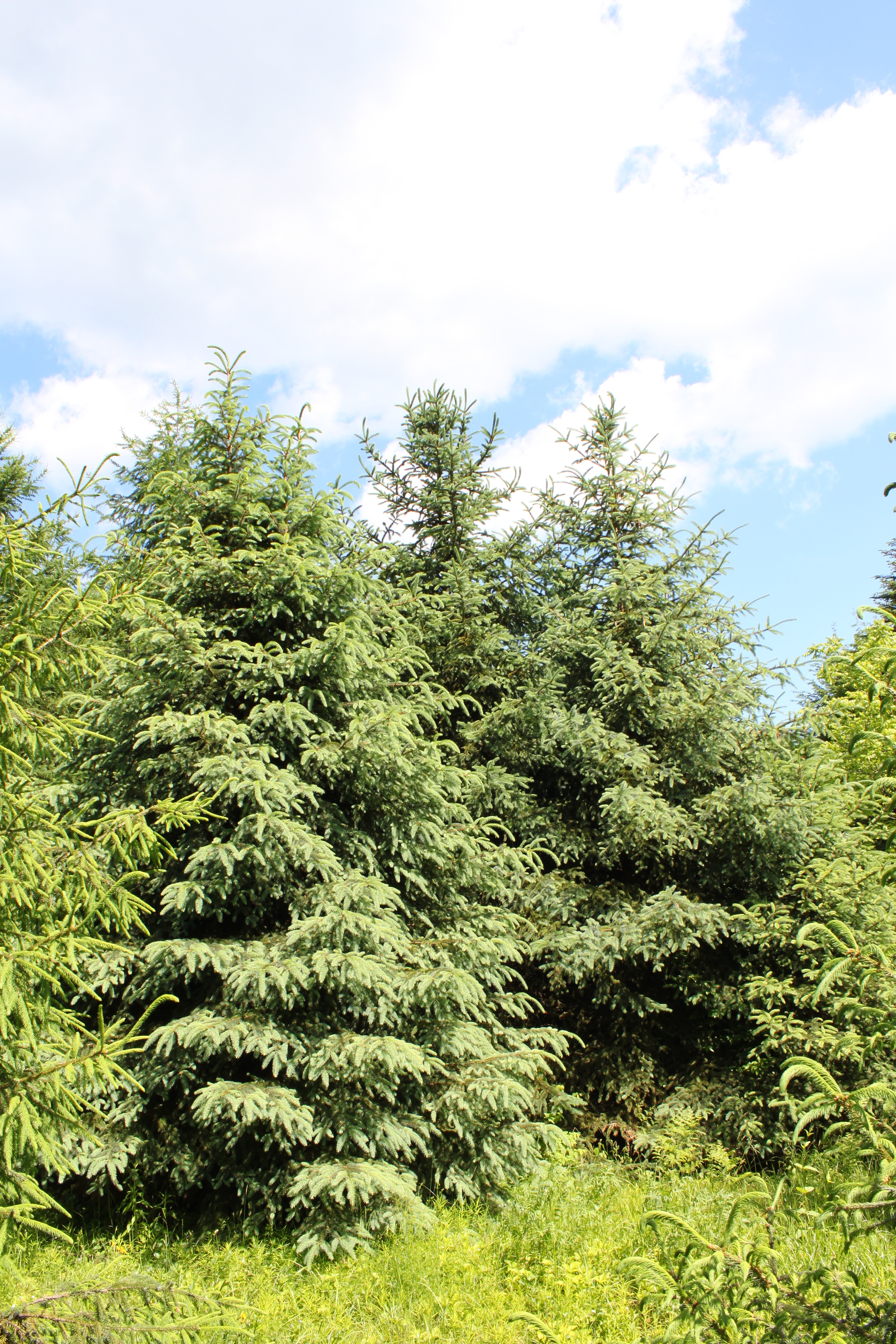
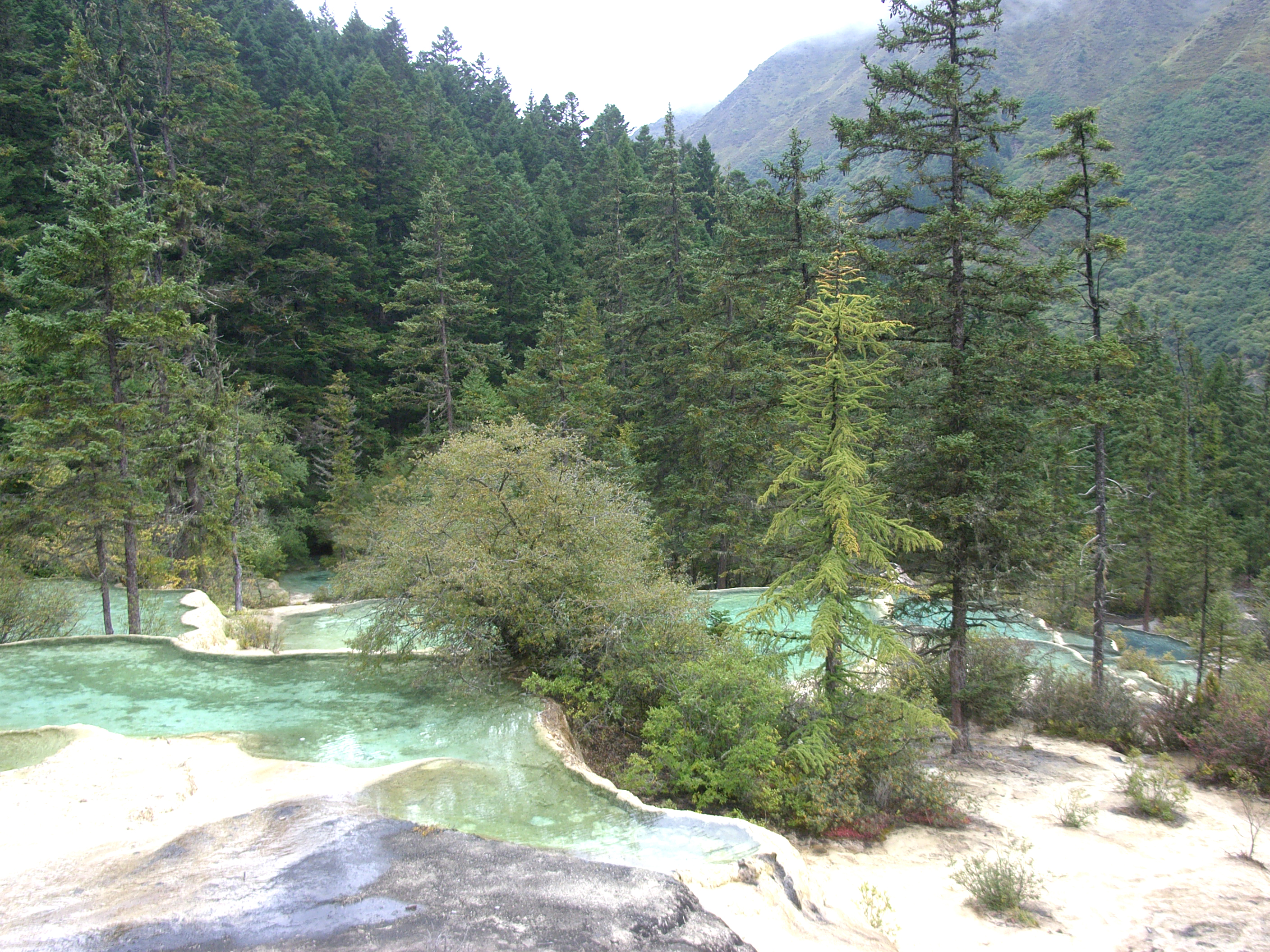
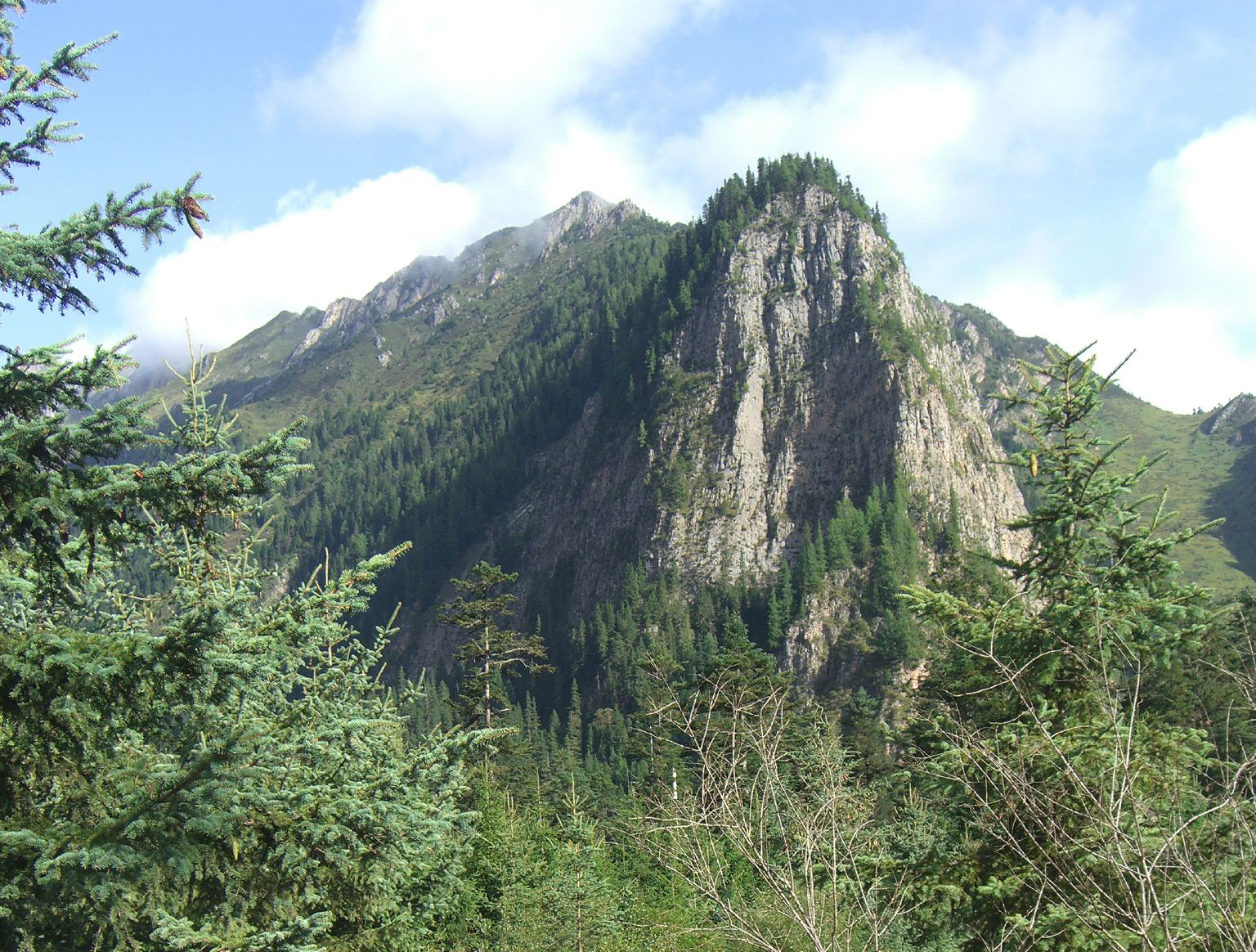
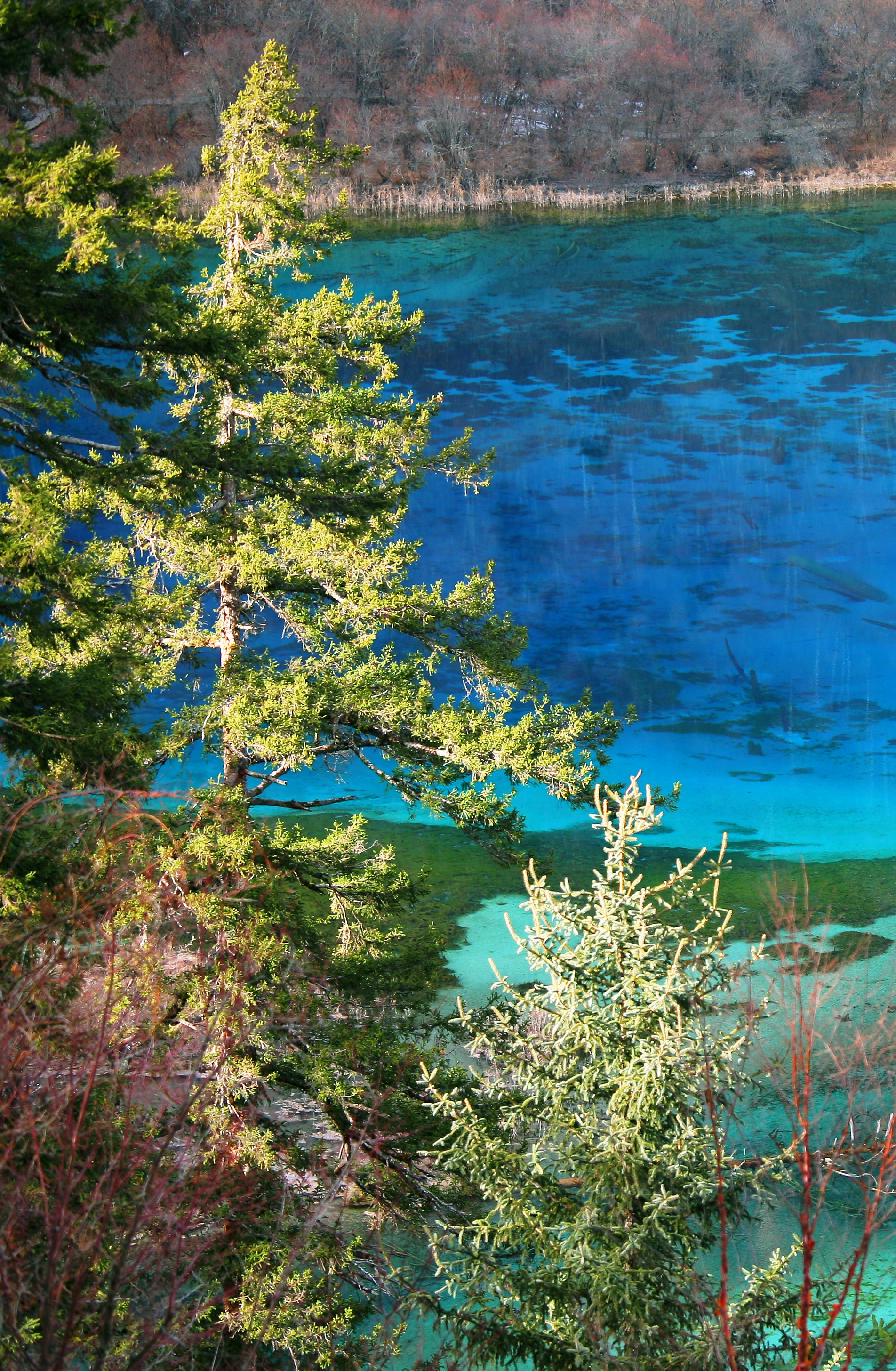